# Swans
A Swans egy amerikai együttes. A zenekar az experimental rock, noise rock, posztrock, indusztriális metal műfajokban játszik. Lemezkiadóik: Young God Records (a zenekar alapító tagja, Michael Gira által alapított lemezkiadó), Neutral Records, Homestead Records, Caroline Records, Uni Records/MCA Records, Invisible Records, Atavistic Records, Mute Records, Some Bizarre Records.

## Története
1982-ben alakultak New Yorkban. Michael Gira alapította a zenekart. Nevük a következőt jelenti: hattyúk. Michael Gira szerint a "hattyúk királyi, csodálatos kinézetű állatok... és nagyon temperamentumosak". A zenekar eleinte brutalitásáról és embergyűlölő szövegeiről volt ismert. Mikor Jarboe billentyűs 1986-ban csatlakozott a zenekarhoz, az együttes dallamot és bonyolultságot is elkezdett vinni a dalaiba. A Swans első, 1997-es feloszlásáig Gira és Jarboe voltak azok a tagok, akik a kezdettől fogva képviselték a zenekart. 2010-től kezdve újból aktív a Swans, Gira vezetesével, Jarboe nélkül, és hullámzó felállással. A Swans új felállása által kiadott albumok is pozitív értékeléseket kaptak.

## Diszkográfia
Stúdióalbumok
- Filth (1983)
- Cop (1984)
- Greed (1986)
- Holy Money 1986)
- Children of God (1987)
- The Burning World (1989)
- White Light from the Mouth of Infinity (1991)
- Love of Life (1992)
- The Great Annihilator (1995)
- Soundtracks for the Blind (1996)
- My Father Will Guide Me Up a Rope to the Sky (2010)
- The Seer (2012)
- To Be Kind (2014)
- The Glowing Man (2016)
- What is This? (2019)
- Leaving Meaning (2019)
- Is There Really a Mind? (2022)
- The Beggar (2023)
- Birthing (2025)